# Philip Gilbert Hamerton
Philip Gilbert Hamerton (født 10. september 1834 i Laneside ved Shaw and Crompton, Lancashire, død 4. november 1894 i Boulogne-sur-Mer) var en engelsk forfatter, maler og raderer.
Alsidig og rigt anlagt skrev Hamerton digte (digtsamlingen The isles of Loch Awe (1855), romaner (den anonyme, meget læste Marmorne, 1878), videnskabelige monografier (om heraldikken, 1851), talrige arbejder om kunst og var selv kunstner (tegninger i hans digtsamling til forherligelse af den skotske Loch Awe, maleriet Overfart over Loch Awe, adskillige raderinger og malerier fra Frankrig: Floden Yonne m. v.). Giftermålet med en fransk dame gav ham det nøje kendskab til og den stærke sympati for fransk åndsliv, der i så høj grad præger hans forfattervirksomhed. Han har skrevet talrige kunstkritikker for Times, Fine Arts Quarterly Review, Saturday Review, artikler for Encyclopædia Britannica, været stadig medarbejder ved det franske kunsttidsskrift L'Art, men dog fornemmelig benyttet som sit organ Portfolio, som han var med til at stifte (1869). Blandt større arbejder må nævnes: A painter's camp in the highlands and thoughts about art (2 bind, 1862), Etching and etchers (1868, 3. oplag 1881), The graphic arts (1882), Modern frenchmen (1890), The life of J. M. W. Turner, R. A. (1878), French and English (1889), Man in art (1892) samt Landscape in art (1885).